# Écuries du château de Chaumont
Pour les articles homonymes, voir Château de Chaumont.
 (juillet 2025).
La mise en forme du texte ne suit pas les recommandations de Wikipédia : il faut le « wikifier ».
Les points d'amélioration suivants sont les cas les plus fréquents. Le détail des points à revoir est peut-être précisé sur la page de discussion.
- Les titres sont pré-formatés par le logiciel. Ils ne sont ni en capitales, ni en gras.
- Le texte ne doit pas être écrit en capitales (les noms de famille non plus), ni en gras, ni en italique, ni en « petit »…
- Le gras n'est utilisé que pour surligner le titre de l'article dans l'introduction, une seule fois.
- L'italique est rarement utilisé : mots en langue étrangère, titres d'œuvres, noms de bateaux, etc.
- Les citations ne sont pas en italique mais en corps de texte normal. Elles sont entourées par des guillemets français : « et ».
- Les listes à puces sont à éviter, des paragraphes rédigés étant largement préférés. Les tableaux sont à réserver à la présentation de données structurées (résultats, etc.).
- Les appels de note de bas de page (petits chiffres en exposant, introduits par l'outil «  Source ») sont à placer entre la fin de phrase et le point final[comme ça].
- Les liens internes (vers d'autres articles de Wikipédia) sont à choisir avec parcimonie. Créez des liens vers des articles approfondissant le sujet. Les termes génériques sans rapport avec le sujet sont à éviter, ainsi que les répétitions de liens vers un même terme.
- Les liens externes sont à placer uniquement dans une section « Liens externes », à la fin de l'article. Ces liens sont à choisir avec parcimonie suivant les règles définies. Si un lien sert de source à l'article, son insertion dans le texte est à faire par les notes de bas de page.
- La présentation des références doit suivre les conventions bibliographiques. Il est recommandé d'utiliser les modèles {{Ouvrage}}, {{Chapitre}}, {{Article}}, {{Lien web}} et/ou {{Bibliographie}}. Le mode d'édition visuel peut mettre en forme automatiquement les références.
- Insérer une infobox (cadre d'informations à droite) n'est pas obligatoire pour parachever la mise en page.

Pour une aide détaillée, merci de consulter Aide:Wikification.
Si vous pensez que ces points ont été résolus, vous pouvez retirer ce bandeau et améliorer la mise en forme d'un autre article.
Les écuries du château de Chaumont, ouvertes au public, sont situées sur la commune de Saint-Bonnet-de-Joux en Saône-et-Loire, entre Cluny et Charolles, sur une éminence, à la frontière de l'ancien fief du Charolais et du duché de Bourgogne. 
Le domaine est, depuis le XVe siècle, la résidence de la famille de Laguiche (anciennement « La Guiche »). 

## Protection
Les écuries sont classées monument historique depuis septembre 1982. Le domaine (château, chapelle, parc, hameau, prés) est inscrit monument historique depuis 2017.

## Description

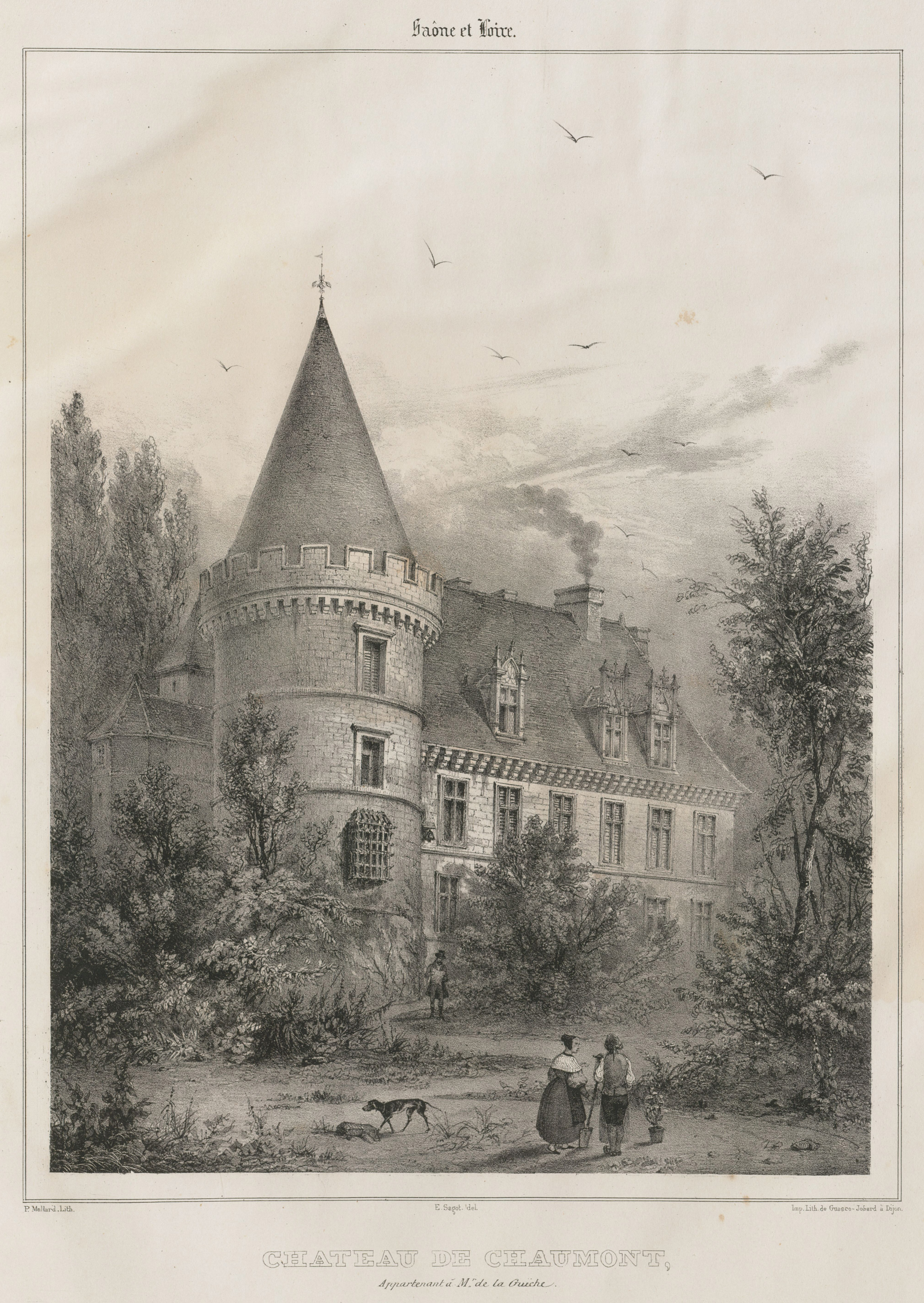
Château de Chaumont en Charolais, façade Est du XVIe siècle, dessin de 1835 par Émile Sagot, issu de Voyage pittoresque en Bourgogne ou Description historique et vues des monuments antiques, modernes et du Moyen âge.

### Historique du château
Ancienne forteresse des marches du Charolais, le château est acheté au XVe siècle, en 1416,  par Girard, seigneur de La Guiche à la famille de Corgenon de Chaumont (maison éteinte).
Lors des guerres de Bourgogne, Claude de la Guiche, puni de son soutien à son suzerain Charles le Téméraire, est fait prisonnier à Blois. Son château-fort est pillé et rasé en 1477, mais son fils Pierre sera élevé à la cour du roi, servira Louis XI et Charles VIII et occupera des fonctions importantes sous Louis XII et François Ier entre 1501 et 1535 : ambassadeur en Italie, en Angleterre, en Espagne et en Allemagne. Il négociera le mariage d'Henri II et de Catherine de Médicis.
Pierre de la Guiche obtient en 1502 le droit d'établir un marché, chaque vendredi, à Chaumont, ancêtre du marché actuel de Saint-Bonnet-de-Joux.
C'est par la façade Est que Pierre de la Guiche commence la construction du nouveau château dans le style de la première Renaissance française. Pendant ses ambassades, son épouse Françoise de Chazeron, avec les conseils de son oncle Jacques d'Amboise, abbé de Cluny, fait construirea la tour ronde dite  tour d'Amboise, couronnée de mâchicoulis. Les grilles des fenêtres proviennent des forges de l'abbaye de Cluny. Sont ajoutés en 1584 par son petit-fils Philibert de la Guiche, grand maître de l'Artillerie de 1578 à 1596 et gouverneur de Mâcon lors des massacres la Saint-Barthélémy auxquels il s'est opposé, un bâtiment central en équerre et une aile en retour de façon à obtenir une cour ouverte au nord.
Deux cents ans plus tard, Courtépée parlera de l'air important et majestueux du château.
Des trois ailes de ce château, ne subsiste que l´aile Est.
À la veille de la Révolution, Charles-Amable de La Guiche entreprend la restauration de l'aile Est qui ainsi échappe à la destruction totale de 1801 du reste du château.
Une construction provisoire est remplacée, à partir de 1850, par la façade occidentale actuelle de style néogothique, doublant dans son épaisseur l'aile Rennaissance. Elle est l'œuvre de l'architecte Charles Laisné. 
Le parc à l'anglaise et son saut de Loup sont l’œuvre de l'architecte paysagiste parisien Chatelain.

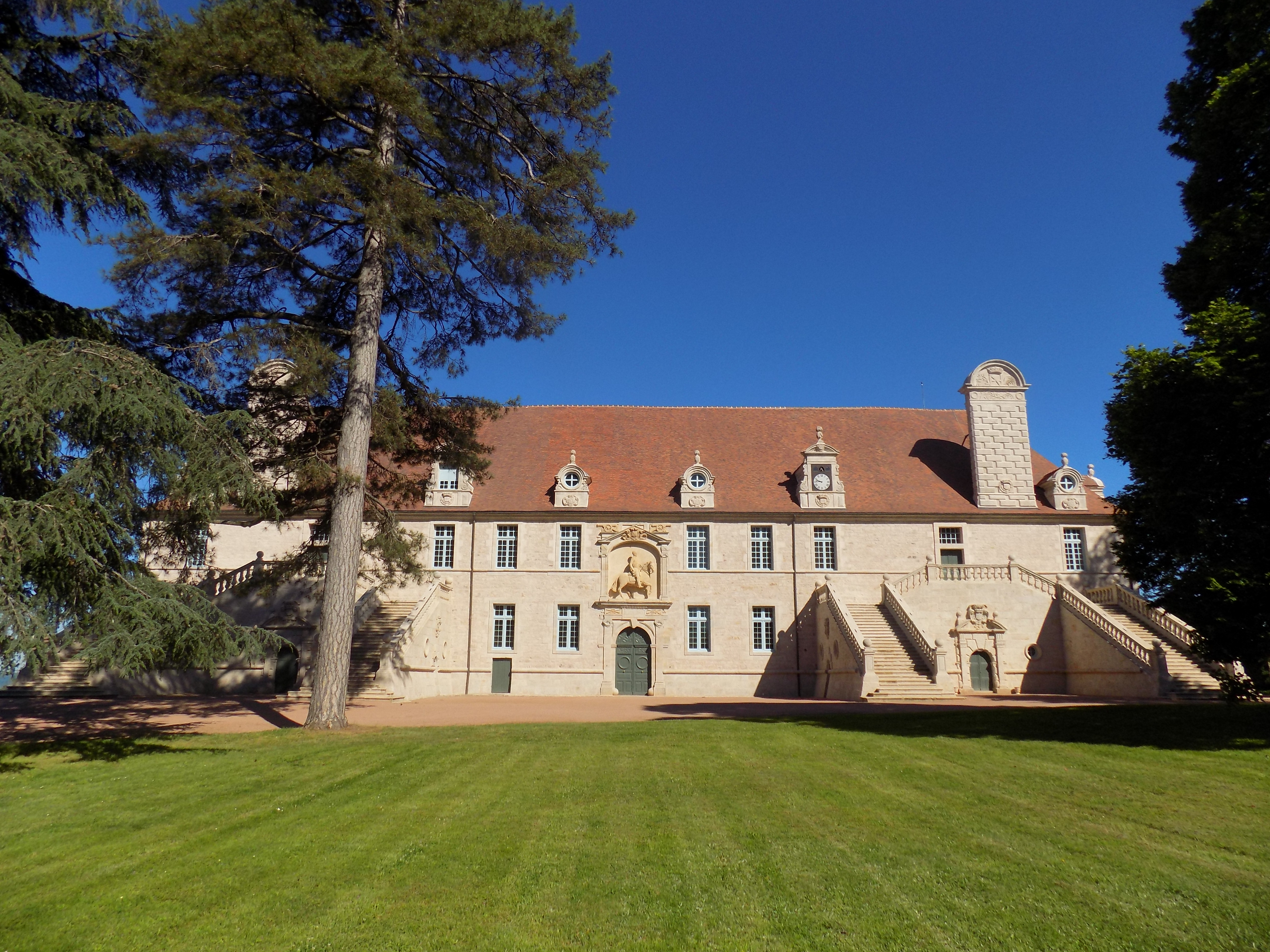
Écuries du château de Chaumont en Charolais, façades restaurées, juin 2021.

### Les écuries princières
(juillet 2025).
Elles sont l'une des plus grandes écuries privées, édifiées sous l'Ancien Régime, de France.Henriette de La Guiche les fait édifier, entre 1648 et 1652, pour la garde de son époux Louis-Emmanuel de Valois, duc d'Angoulême, fils de Charles de Valois, duc d'Angoulême, bâtard de Charles IX et de Marie Touchet, par François Blondel, ingénieur du roi Louis XIV,  futur directeur de l'Académie royale d'architecture. 
Ce palais équestre, très ornementé, a les proportions d'une immense grange bourguignonne. Deux très hautes souches de cheminées se dressent à l'aplomb du mur de façade. Au centre du bâtiment, la porte principale est surmontée d'une niche abritant la statue équestre de Philibert de La Guiche, Grand maître de l'Artillerie du roi, père d'Henriettre. 

L'agencement intérieur et les proportions correspondent en tous points à l'écurie idéale selon Léonard de Vinci.  

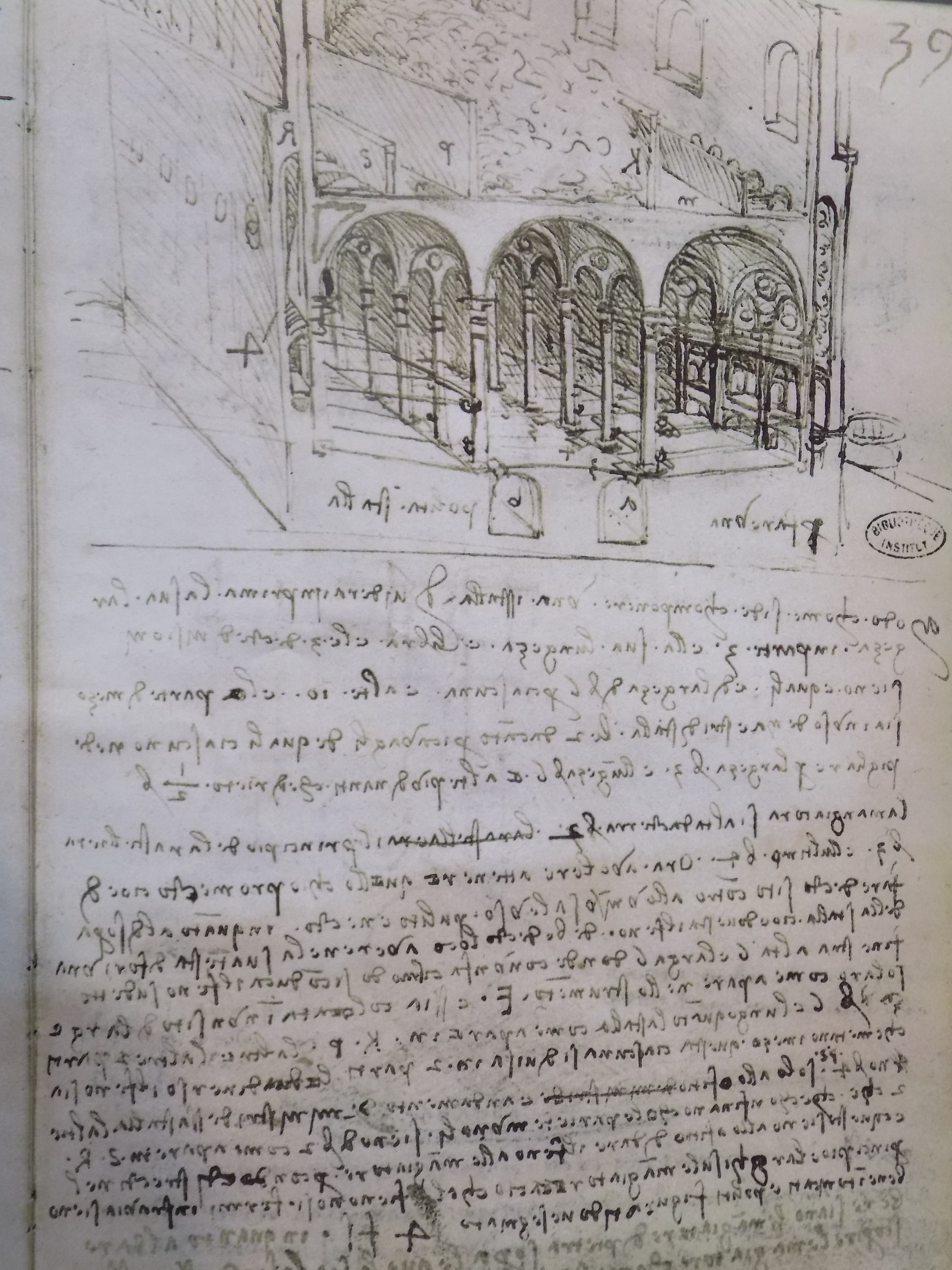
Léonard de Vinci : projet d'écuries, Manuscrit B, Institut de France, fin des années 1480.

Les écuries pouvaient abriter 99 chevaux — seul le roi pouvait disposer de davantage, la statue équestre de Philibert de la Guiche figure le centième. 
Les écuries, propriété privée, sont ouvertes au public.

### Statut
- Propriété de la famille de Laguiche depuis le XVe siècle
- Ouverture au public depuis 2015 du parc et des écuries

## Historique
- Avant le XVe siècle : l'ancien château féodal est occupé par la famille de Chaumont.
- XVe siècle : cession du château, avec terres et justices, à la famille de La Guiche, à laquelle il appartient encore.
- Début du XVIe siècle : reconstruction du château par Pierre de La Guiche, ambassadeur de France, conseillé par Jacques d'Amboise, abbé de Cluny, oncle de son épouse.
- 1584 : achèvement des travaux de reconstruction du château par Philibert de La Guiche.
- 1648-1652 : Henriette de La Guiche fait construire les écuries par l'architecte François Blondel pour y loger la garde de son époux Louis de Valois, duc d'Angoullême.
- 1858-1875 : Philibert Bernard de Laguiche fait construire la façade occidentale en doublant l'aile Est par l'architecte Charles Laisné.
- 1982 : les écuries sont classées  monument historique[4].
- juin 1944 : arrestation du marquis de Laguiche, maire de Saint-Bonnet-de-Joux, dans le château où était installée une garnison allemande[5],[6].
- 2017 : le reste du domaine (château, chapelle, hameau, parc, prés) est inscrit au titre des monuments historiques[4].